# Achias flyensis
Achias flyensis är en tvåvingeart som beskrevs av Mcalpine 1994. Achias flyensis ingår i släktet Achias och familjen bredmunsflugor. Inga underarter finns listade i Catalogue of Life.